# NGC 2867
NGC 2867 – mgławica planetarna znajdująca się w konstelacji Kila. Została odkryta 1 kwietnia 1834 roku przez Johna Herschela. Według różnych szacunków mgławica ta jest odległa od 6200 do 12 400 lat świetlnych od Ziemi.